# Blastovalva
Blastovalva là một chi bướm đêm thuộc họ Gelechiidae.